# Cầu cạn Millau
Cầu cạn Millau (tiếng Pháp: Viaduc de Millau) là một cây cầu cạn dây văng bắc qua thung lũng sông Tarn ở Millau, tỉnh Aveyron, miền nam nước Pháp.
Cầu do kiến trúc sư người Anh Norman Foster và kỹ sư cầu người Pháp Michel Virlogeux thiết kế. Đây là cây cầu từng được xem là cao nhất thế giới và nay vẫn là cầu có cột tháp trụ cầu cao nhất thế giới. Nếu tính chiều cao của mặt đường trên cầu so với mặt đất phía dưới là 270 m, hiện nay (2017) là cầu cao thứ 22 trên thế giới, một phần vì cầu xây ở dưới đáy thung lũng, nhưng là cầu cao nhất thế giới (tính theo cấu trúc). Điểm cao nhất của cầu, tính từ chân trụ tháp cao nhất P2 tới đỉnh cột chống dây văng là 343m, là cấu trúc cao nhất ở Pháp, cao hơn tháp Eiffel, cao tới mức cây cầu nằm lượn trên những đám mây tại thung lũng Tarn, rộng 2,5 km, sâu 250m. Tốc độ gió thổi qua cầu có thể lên tới hơn 200 km/h. Cây cầu này là một phần của trục giao thông đường bộ A75-A71 từ Paris đến Béziers. Cầu được khởi công vào tháng 10 năm 2001 và khánh thành vào ngày 14 tháng 12 năm 2004, lễ thông xe được tổ chức hai ngày sau đó. Chi phí xây dựng cầu là 400 triệu euro, do tập đoàn Eiffage tài trợ và thực hiện.
Quá trình xây dựng cầu cực kỳ khó khăn và phức tạp khi các kỹ sư và công nhân phải chiến đấu với các yếu tố như đất lở, gió giật cao trên 130 km/h và những cơn bão lớn. Thậm chí tác giả của cây cầu, kỹ sư Michel Virlogeux đã thổ lộ "khi tôi đưa ra bản thiết kế đầu tiên về cây cầu cho nhà chức trách, họ nghĩ rằng tôi bị điên". Millau còn được xem như một trong những công trình xây dựng vĩ đại nhất mọi thời đại. Cây cầu cũng đồng thời nhận giải thưởng dành cho Công trình nổi bật nhất năm 2006 của hiệp hội kỹ sư Cầu đường và Kết cấu quốc tế.

## Vị trí

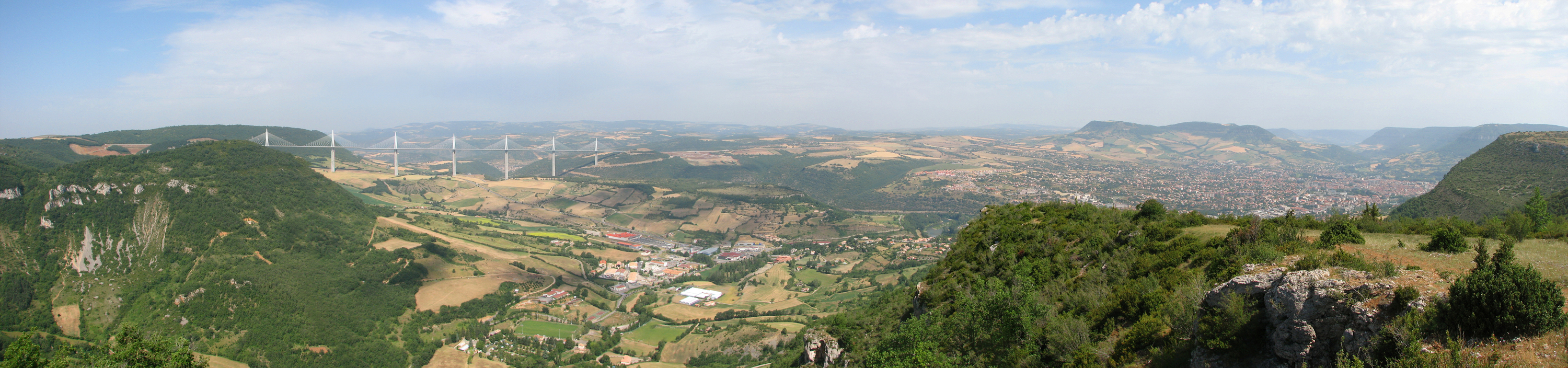
Quang cảnh Cầu cạn Millau và thị trấn Millau phía bên phải

Năm 1980 Pháp xây dựng đường cao tốc nối trực tiếp Paris với Tây Ban Nha, đồng thời nối miền bắc nước Pháp với các tỉnh ở ven biển Địa Trung Hải. Con đường này đi qua miền nông thôn nằm giữa nước Pháp và bị chặn lại ở thung lũng Tarn, thung lũng sâu nhất nước Pháp. Để vượt qua thung lũng Tarn thì phải đi vòng tới thị trấn Millau, nút thắt cổ chai về giao thông của Pháp, đặc biệt trong những tháng hè. Điều đó dẫn đến nhu cầu cấp thiết về việc xây dựng một cây cầu bắc qua thung lũng Tarn .
Việc xây dựng cầu Millau, thay vì phải đi vòng qua thung lũng và thị trấn Millau, đã giúp tiết kiệm 1 tiếng chạy xe trong điều kiện giao thông thuận lợi, thậm chí có thể lên tới 5 tiếng đồng hồ so với tình trạng tắc nghẽn trước đó.

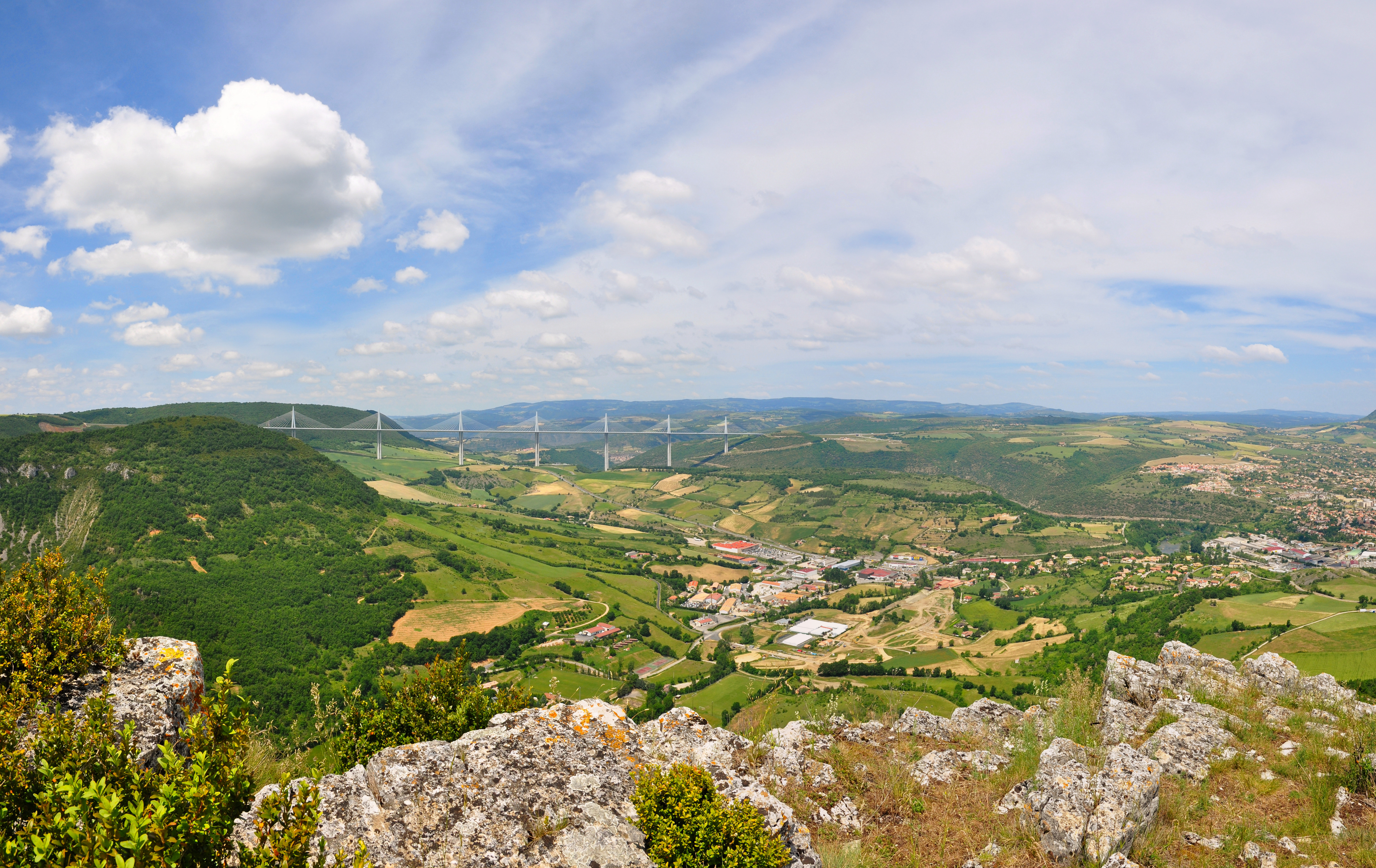
Thung lũng sông Tarn ở Millau, Creissels
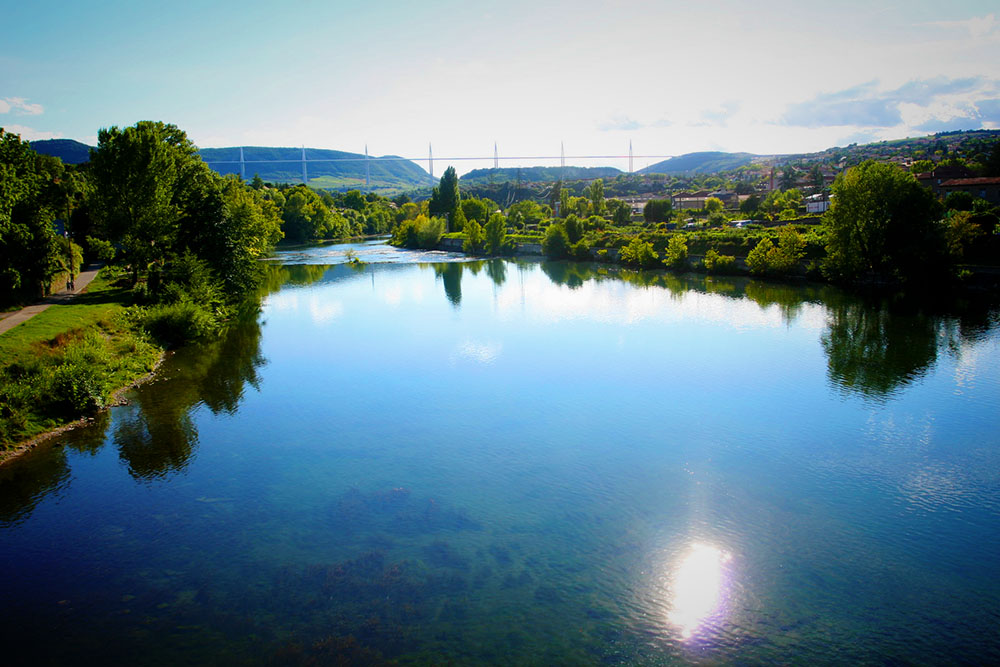
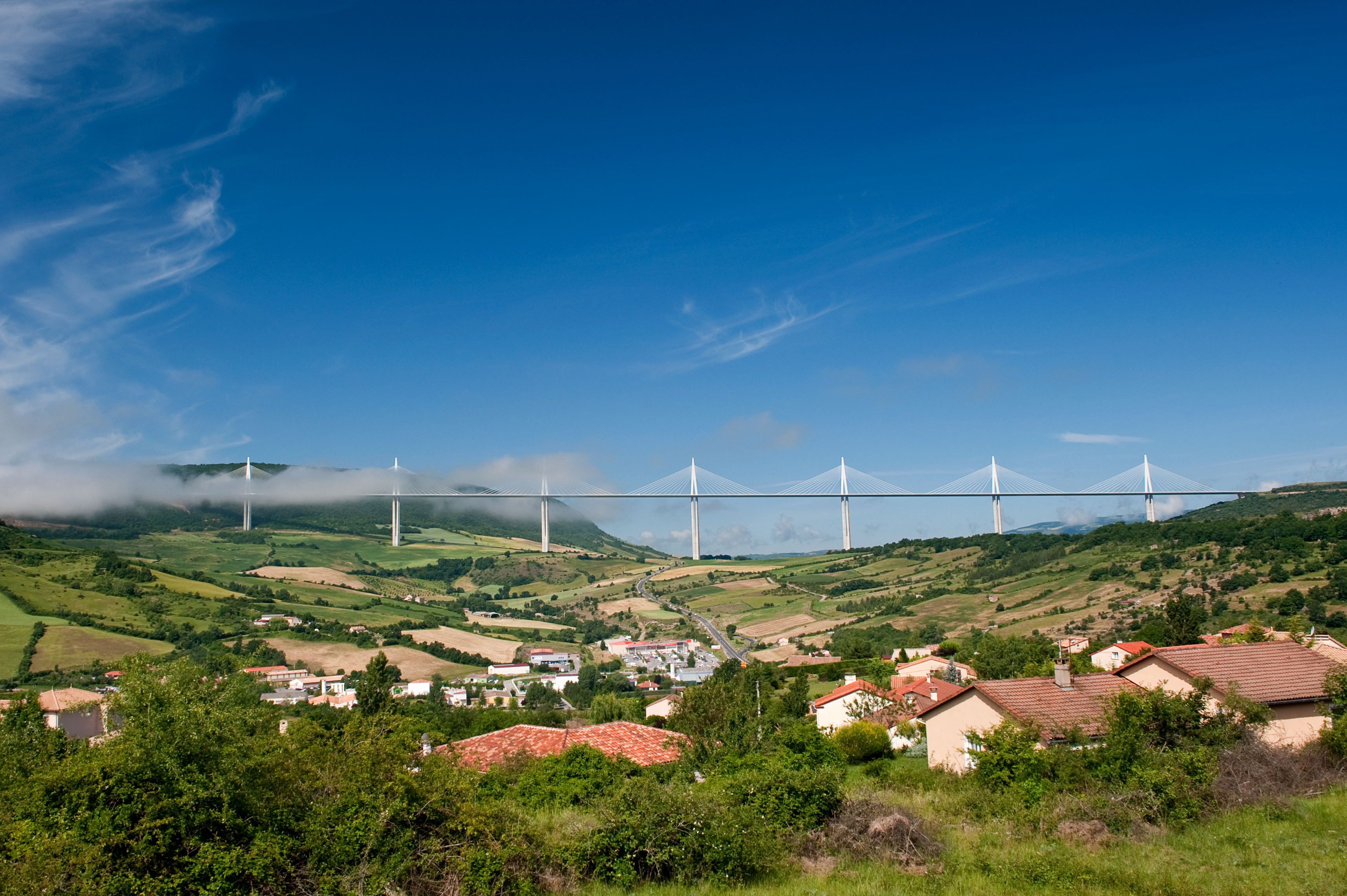
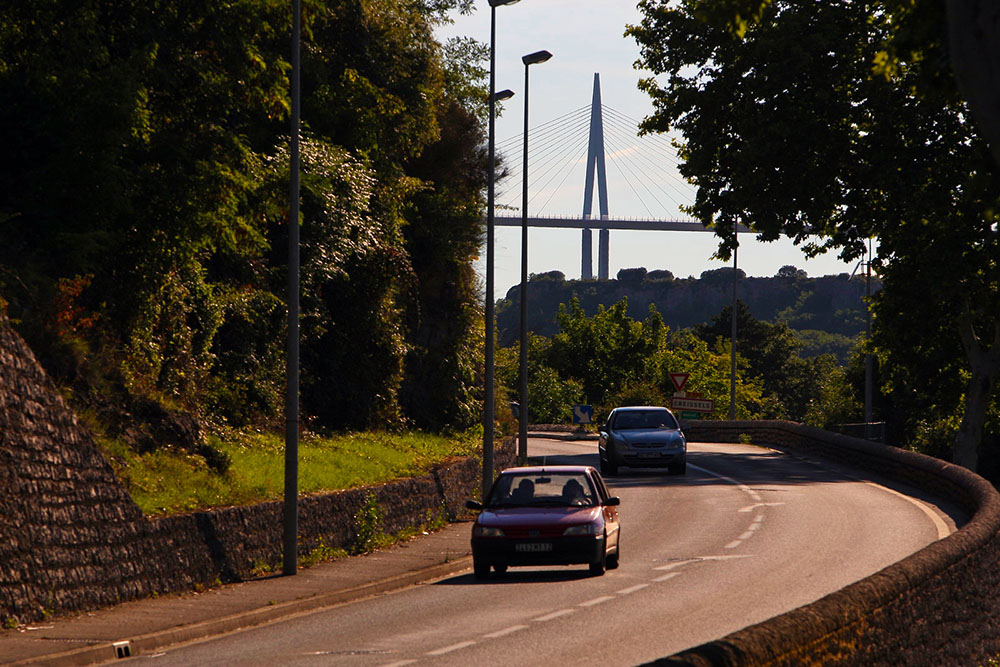
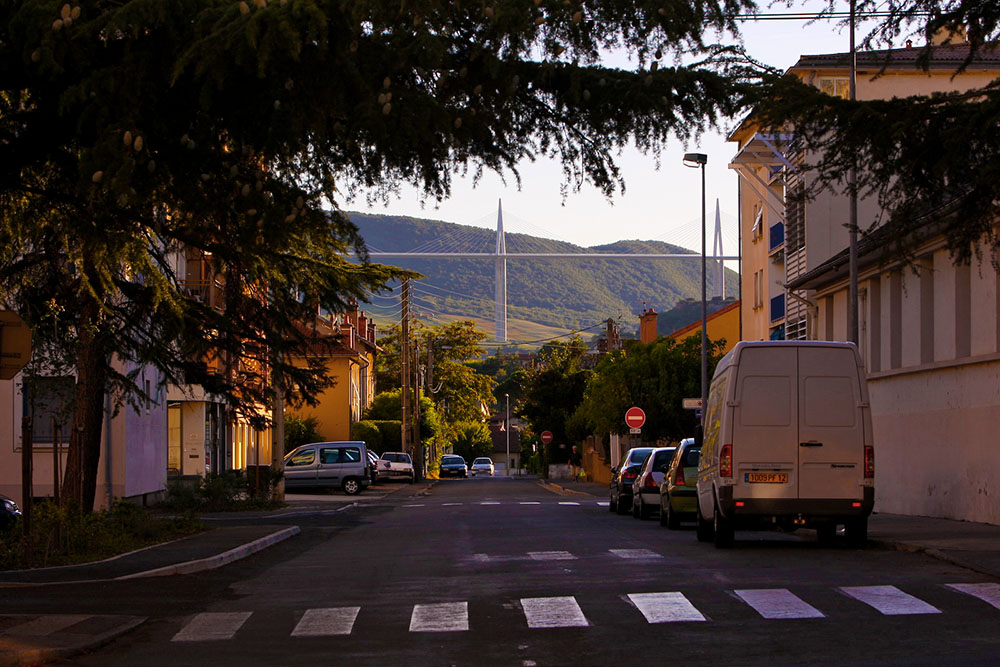

- Tập tin:00 1312 Viaduc de Millau - France.jpg

## Giai đoạn thiết kế

5 giải pháp thiết kế cầu Millau trong giai đoạn mời thầu.

Kiến trúc sư thiết kế cầu là Lord Norman Foster, một ngôi sao trong làng kiến trúc sư với một loạt những tác phẩm nổi tiếng như cảng hàng không quốc tế lớn nhất thế giới ở Hongkong, tháp liên lạc ở Barcelona, tháp Shard ở Luân Đôn... Foster đã đưa cây cầu hoà vào cảnh quan xung quanh bằng cách "thiết kế một cái gì đó thực sự mạnh mẽ để chống chọi lại mãnh lực tự nhiên nhưng vẫn có dáng vẻ nhẹ nhàng, thanh tao". Để được như vậy Foster đã bỏ đi 2 trong số 9 trụ cầu trong thiết kế ban đầu của Virlogeux, làm mỏng tối đa những trụ còn lại và cả bản mặt cầu. Ông muốn cây cầu mang dáng vẻ lịch lãm như một con bướm. Phần trụ cầu do đó mang những hình dáng rất phức tạp, tạo hiệu ứng bóng đổ đẹp mắt nhưng đồng thời cũng gây nhiều khó khăn cho quá trình thi công.

## Quá trình thi công

### Dựng các trụ cầu

Mặt cắt ngang trụ cầu và vị trí cáp dự ứng lực

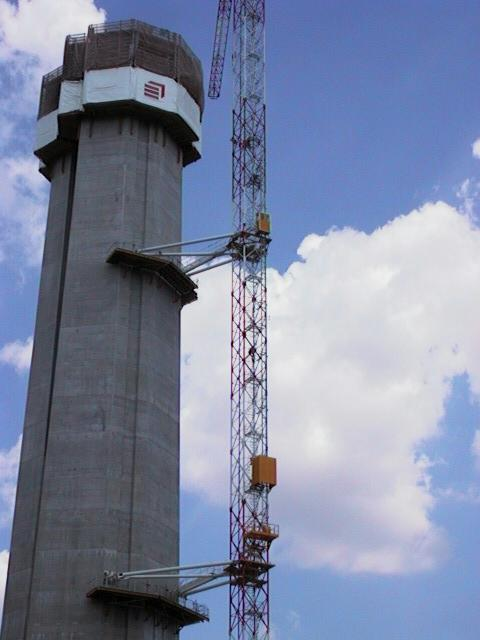
Một trụ cầu đang trong quá trình thi công.

Việc xây dựng các trụ yêu cầu phải đào rất sâu xuống nền đất cứng, nhưng gặp phải trở ngại lớn khi các nhà địa chất học cảnh báo những rủi ro có thể xảy tới bởi đây là khu vực đá vôi nứt gãy, có rất nhiều những khoang rỗng trong các lớp đá. Theo các nhà địa chất học thì đội thi công có thể gặp rất nhiều hiểm ngay từ đất lở, những thảm hoạ như vậy có thể gây nguy hiểm thậm chí chấm dứt toàn bộ dự án. Công việc xây dựng vẫn được thực hiện bất chấp những cảnh báo, cho tới khi một trận bão khiến 4.000 m3 đá sập xuống xung quanh trụ số một. Mặc dù không gây hư hại cho kết cấu trụ nhưng trước lời cảnh báo rõ ràng đó nhà thầu buộc phải phân bố nhân lực và thiết bị cho công việc ổn định mái dốc tránh những sạt lở tương tự như vậy trong tương lai.
Quá trình xây dựng được tiến hành từng bước một, với hệ thống cốt thép dày đặc lên tới tổng cộng 16.000 tấn, khi xếp dọc với nhau trải dài tới 4.000 km từ Millau tới miền trung châu Phi. Do hình dạng phức tạp của trụ cầu nên cứ sau mỗi 4m chiều cao thì hệ thống ván khuôn lại phải thay đổi. Với tổng chiều cao hơn 1 km của cả bảy trụ, đội thi công đã có tới hơn 250 lần thay đổi hệ thống ván khuôn. Tới tháng 11 năm 2003, tất cả bảy trụ cầu đã đạt đến độ cao thiết kế. Ở độ cao 245m, trụ thứ hai trở thành trụ cầu cao nhất thế giới, với một độ chính xác kinh ngạc khi đỉnh trụ sau khi hoàn thành chỉ bị lệch chưa tới 2 cm so với vị trí đo đạc. Không chỉ đảm bảo về mặt kỹ thuật và mỹ thuật, việc xây dựng các trụ cầu còn vượt tiến độ 1 tháng.

### Lắp đặt bản mặt cầu
Giai đoạn tiếp theo của dự án là giai đoạn khó khăn nhất: lắp đặt 2.5 km đường cao tốc nặng 36.000 tấn lên trên các trụ cầu. Nhận thức được nguy cơ tai nạn chết người khi làm việc ở độ cao hơn 200m, nhà thầu quyết định lựa chọn phương án đúc sẵn toàn bộ bản mặt cầu, những bản mặt cầu bằng thép được sản xuất tại nhà máy của hãng Eiffel. Mặc dù đã từng tham gia nhiều công trình lớn trước đó nhưng giám đốc Marc Buonomo của Eiffel vẫn biết công ty đang đi một nước cờ mạo hiểm. Bản mặt cầu của Millau bao gồm 2200 cấu kiện rời, một số nặng tới 90 tấn, dài 22m. Việc chế tạo được thực hiện bởi các máy đo đạc laser với độ chính xác một phần mười milimet. Hai robot hàn tự động và máy cắt plasma (với nhiệt độ tại mũi cắt lên tới 28.000 độ C – gấp 5 lần nhiệt độ trong lõi Trái đất) được huy động để đảm bảo sự chính xác cũng như tiến độ thực hiện. Sau khi chế tạo xong các cấu kiện sẽ được vận chuyển qua quãng đường hàng trăm kilomet từ nhà máy tới địa điểm xây cầu, tổng cộng đã có 2000 chuyến xe vận tải như vậy dưới sự hộ tống của cảnh sát. Các cấu kiện được lắp ráp và hàn với nhau tại các nhà máy ở hai đầu cầu để tạo nên hai nửa bản mặt cầu. Công đoạn còn lại, đẩy các bản mặt cầu này tiến lại gần nhau phía trên những trụ cầu cao hàng trăm mét là một thách thức vô cùng to lớn.

Mặt cắt bản mặt cầu

Phương pháp thi công truyền thống sử dụng bộ kích thủy lực từ hai bên đầu cầu để đẩy bản mặt cầu tiến tới nhau mới chỉ được áp dụng trước đó với khoảng cách giữa hai trụ cầu khoảng hơn 150m, trong trường hợp cầu Millau, khoảng cách giữa hai trụ cầu lên tới 324m. Giải pháp được đề ra đó là dựng các cột tháp dây văng trước để dùng các sợi cáp giữ bản mặt cầu khi nó dần dần được đẩy qua thung lũng, sau đó dựng các tháp chống tạm thời bằng thép. Nhưng do khối lượng quá lớn của trụ tháp và bản mặt cầu nên cách đẩy bản mặt cầu truyền thống sẽ có nguy cơ khiến các trụ cầu sụp đổ vì chúng quá cao. Vấn đề được giải quyết bằng ý tưởng của kỹ sư trưởng Jean-Marie Crémer: lắp đặt hệ thống đẩy ngay trên đỉnh của các trụ cầu thay vì chỉ ở hai phía mố cầu như truyền thống. Bằng cách này việc đẩy bản mặt cầu sẽ không ảnh hưởng tới tính ổn định của các trụ cầu. Các hệ thống đẩy này được sử dụng để nâng bản mặt cầu và di chuyển chúng về phía trước, mỗi hệ thống sử dụng hai khối hình nêm phía dưới bản mặt cầu. Khối nêm phía trên được kéo về phía trước nhờ các kích thủy lực, nâng bản mặt cầu lên 600mm bằng cách đi dần lên trên mặt dốc của khối nêm bên dưới, sau đó đó khối nêm phía dưới sẽ thu lại để đưa bản mặt cầu về cao độ cũ và đẩy chúng về phía trước, cùng lúc đó khối nêm phía trên quay lại vị trí ban đầu, chu kỳ mới lại được tiếp tục. Bốn bộ thiết bị như vậy được đặt ở mỗi trụ cầu, tất cả được lập trình để hoạt đồng cùng lúc, cùng với nhau, các trụ cầu và các hệ thống đẩy nắm lấy bản mặt cầu và đưa nó về phía trước. Cứ mỗi 4 phút bản mặt cầu di chuyển được 600mm qua thung lũng.
Những thiết bị đẩy được sử dụng khi xây dựng cầu Millau là những hệ thống đầu tiên được sử dụng trên thế giới, do thời gian thiết kế gấp rút và chưa từng được thử nghiệm trước đó nên 6 tháng sau khi bắt đầu đẩy những nhịp đầu tiên sự cố đã xuất hiện. Lớp vật liệu chống dính teflon giữa các bề mặt trượt của hai khối nêm bị nứt làm nảy sinh ma sát quá lớn khiến kích thủy lực không thể hoạt động. Việc thay thế các lớp teflon này buộc đội thi công phải hoạt động hết công suất bởi bất kỳ sự chậm trễ nào cũng sẽ buộc họ trả giá đắt: những bản mặt cầu nằm lơ lửng giữa không khí sẽ không thể chống đỡ được sức gió 130 km/h của những cơn bão.
Sau 40 tuần từ ngày bắt đầu việc đẩy bản mặt cầu, tháng 5 năm 2004, hai bản mặt cầu từ hai phía đầu cầu đã tiến gần tới nhau tại điểm hợp long nằm giữa hai trụ P2 và P3, ngay trên dòng sông Tarn, nơi không thể dựng các trụ chống tạm thời bằng thép để chia đôi nhịp. Hai bản mặt cầu cuối cùng gặp nhau và thẳng hàng trong phạm vi 1 cm với độ chính xác kinh ngạc 99,9999%.

### Dựng cột tháp dây văng

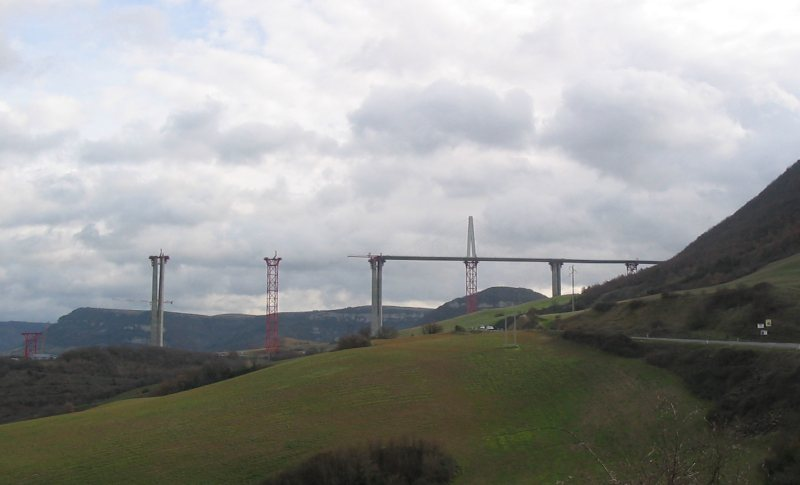
Phần phía nam cầu trong giai đoạn thi công

Bản mặt cầu đã được hợp nhất, toàn đội bước vào giai đoạn cuối cùng của dự án: dựng cột thép và căng dây cáp để giữ thẳng bản mặt cầu. Những cột tháp cao 90m, nặng 700 tấn (tương đương 85 chiếc xe buýt ở Luân Đôn) được đặt vào vị trí ngay trên bản mặt cầu. Việc thi công giống với cách những người Ai Cập cổ đại đã áp dụng: lắp đặt hai tháp tạm bằng thép sử dụng hệ thống thủy lực để dựng các trụ tháp đứng dậy bằng cách xoay dần chúng về vị trí thẳng đứng. Sau đó 154 dây cáp được lần lượt căng trên 7 trụ để giúp bản mặt cầu không bị võng và đổ sập. Tao cáp lớn nhất được làm từ 91 sợi cáp nhỏ hơn và có sức chịu tải 25.000 tấn, đủ khoẻ để giữ 25 máy bay chở khách cỡ lớn.
Những công đoạn cuối cùng bao gồm phần đổ bê tông mặt đường cũng như chất thêm 10.000 tấn tải trọng (lan can, dải phân cách...). Việc thử tải cầu được thực hiện bởi đoàn 28 xe tải với tổng trọng lượng 900 tấn, đặt tại điểm chịu tải trọng bất lợi nhất: giữa nhịp cầu. Việc đo đạc được tiến hành với độ võng của nhịp cầu là 26 cm, một thắng lợi cho các kỹ sư thiết kế nếu biết rằng cây cầu được thiết kế để chịu gấp 2 lần độ võng đó.
4 tuần sau đó, ngày 14 tháng 12 năm 2004, tức chỉ hơn 3 năm kể từ ngày khởi công, tổng thống Pháp Jacques Chirac chính thức mở cửa và thông xe cầu Millau, cây cầu cao nhất thế giới.

## Các kỷ lục xây dựng
Việc xây dựng cầu này đã phá 3 kỷ lục thế giới:
- Cột tháp trụ cầu cao nhất thế giới: Cột tháp P2 và P3, cao lần lượt 244,96m và 221,05m, phá kỷ lục của Pháp được lập trước đó bởi các cầu cạn Tulle và Verrières (141 m), và kỷ lục thế giới trước đó do Cầu cạn Kochertal (Đức) nắm giữ, có chiều cao 181m vào thời điểm nó cao nhất;
- Cột cao nhất thế giới: đỉnh của cột tháp P2 cao 343 m.
- Sàn cầu cao cạn cao nhất thế giới, cao 270 m trên sông Tarn tại điểm cao nhất. Nó gần như gấp đôi chiều cao của cầu cao nhất trước đó ở châu Âu, Europabrücke ở Áo. Nó hơi cao hơn Cầu hẻm núi sông New ở Tây Virginia ở Hoa Kỳ, với chiều cao 267m trên Sông New. Chỉ có sàn Cầu hẻm núi Royal ở Colorado, Hoa Kỳ (chủ yếu là một cầu đi bộ bắc qua sông Arkansas, đôi khi cũng được sử dụng cho xe mô tô) là cao hơn với độ cao 321 m, và được coi là cầu cao nhất thế giới.